# 수나라
수(隋, 581년 3월 4일 ~ 619년 5월 23일)는 남북조 시대의 혼란을 끝내고, 서진이 멸망한 후 분열되어 있었던 중국을 300년만에 다시 통일한 왕조이다. 수 문제가 북주로부터 선양받아 건국되었다. 그러나 수 양제의 폭정으로 말미암아 약간의 혼란기를 거치고서 멸망하였고, 그 후 당나라가 중국을 재통일하였다.

## 역사

### 출신
양씨(楊氏)는 북위 초기 선비족 무사들이 주둔하고 있던 무천진(武川鎭)으로 이주하였고, 양견의 아버지 양충에 이르게 되었다. 무천진은 북위의 수도 평성(平城)을 북쪽의 유연으로부터 방어하는 역할을 맡았던 군사기지들 중 하나였다. 북위 황실인 탁발씨(拓跋氏)를 원씨(元氏)로 바꾸는 등 선비풍(鮮卑風)의 이름을 중국풍으로 고치는 정책이 진행되었으나, 북주시대에 이르러 이에 반발하여 이것을 다시 선비풍으로 고쳤다. 본디 양씨는 선비족이었으며, 선비족 이름은 보육여(普六茹)였다. 보육여는 선비어로 버들을 뜻한다. 양씨 친인척은 독고씨 등 선비족으로 형성되었다.

### 수나라 건국
양견 아버지인 양충은 북위가 서위, 동위로 분열될 때 우문태를 따라 서위를 건국하는 데 공헌하여 대장군이 되었고 북주가 건국된 뒤 수국공(隨國公)의 작위를 받았다. 568년에 양충이 죽자 양견이 대장군과 수국공을 물려받게 되었다. 무제는 숙적인 북제를 멸망시켰고 이어서 남쪽의 진나라를 정벌하기에 앞서 북쪽의 돌궐에 대한 원정을 준비하던 중 576년에 병사했다.
무제의 뒤를 계승한 선제는 기괴한 인물로 5명의 황후를 가졌다. 그중 한명이 양견의 장녀였던 천원대황후 양씨 여화(麗華)였고, 선제의 또 다른 황후인 천대황후 주씨가 우문천을 낳았다. 이 우문천이 바로 뒤의 정제였다.
선제의 기행은 그치지 않고 계속되어 재위 8개월 만에 퇴위하며 정제에게 자리를 물려주고 스스로 천원황제(天元皇帝)를 칭하며 정무를 내팽개쳤기에 정제의 뒤를 보살피던 양견에 대한 성망(聲望)을 높여주는 결과를 낳았다. 580년 선제가 죽자 양견은 섭정으로써 전권을 장악하게 되었다. 이에 반발한 무천진 군벌 내 실력자들은 양견에 대해 반란을 일으켰다. 그 중에서도 가장 대규모로 일어난 것이 울지형(尉遲迥)에 의한 것으로 한때 양견이 장악한 관중지역 이외 모든곳에서 반란이 일어날 정도였으나, 양견은 교묘하게 이것을 각개격파하여 북주내에서 패권을 확고히 다졌다. 그 해 말에 수국공에서 수왕(隋王)의 자리에 오른 뒤, 이윽고 다음해 정제로부터 선양을 받아 수나라를 건국하였다. 양견은 사후 문제라는 시호를 받았다. 이후 동돌궐이 수나라 수도까지 처들어가 수나라는 동돌궐에 신하국으로 충성을 맹세하고 양견의 딸을 공녀를 보냈다.

### 중국 통일
이미 선비족의 북주 무제가 중국 정복을 진행했으나, 신중한 문제 양견은 세밀하게 준비했고, 장성을 복구하여 북쪽 돌궐에 대한 방어를 강화했으며, 한구(邗溝를 개착하여회수와 장강을 연결함으로서 보급로를 확보하였다. 뒤이어, 곧바로 북조 괴뢰 정권인 후량을 병합하여 전초기지로 삼고, 함대를 건설하고 50만 군대를 양성했다. 588년 문제는 차남인 진왕 양광을 총사령관으로 삼아 진나라 원정을 시작했다. 수나라 군대는 다음해(589년) 진나라 수도 건강을 손쉽게 함락시다. 진나라 황제 진숙보는 우물에 숨었으나 체포되었다. 진나라 멸망 이후, 184년 황건적의 난에서 시작되어 약 405년 동안 지속된 기나긴 분열 시대가 종결되었다.

### 개황의 치(開皇之治)

610년의 수나라-개황의 치 사이에 행정구역이 재편되었다.

문제는 즉위한 직후부터 다음과 같이 내정 개혁을 진행했다.
《주례》와 선비풍 회복 정책을 진행하던 북주의 정책 진행을 중지했고, 북제의 제도를 참조하여 개혁을 진행했다. 581년 새로운 율령인 개황율령(開皇律令)을 제정하였는데, 이 율령은 가혹한 형벌을 폐지하고 간소화해서 알기 쉽게 고친 것이다. 이후 이 개황율령을 당나라 율령에서도 답습했다.
대대적으로 관리제도를 개혁했는데, 최고기관으로써 상서성(尚書省), 문하성(門下省), 내사성(内史省)의 3성을 설치하고, 상서성 아래 문서행정기관인 6부(六部) 말하자면 인사담당인 이부(吏部), 재정담당인 탁지부(度支部), 의례(儀禮)담당인 예부(禮部), 군사담당인 병부(兵部), 법무담당인 도관부(都官部), 토목담당인 공부(工部)를 두었다. 그 아래 실무기관인 9시(寺)와 이들 관청을 별도로 감찰하고 감독하는 기관인 어사대(御史臺)를 설치했다.
이때까지 지방에서 사용하던 주(州)-군(郡)-현(縣)이라는 3단계 구분을 없애고, 주와 현의 2단계로 지방 행정구역을 재편하였다.
그리고 문제 치적 가운데 가장 뛰어난 치적인 과거(科擧), 더 정확하게는 공거(貢擧)를 실행했다. 남북조 시대 때 구품관인법(九品官人法)을 따라 관리 임명권이 귀족 세력의 손에 있었다. 과거는 지방호족의 세습적인 임관이 아니고 실력시험의 결과로 관리의 임용을 결정한다는 매우 개방적인 수단으로 이것을 이용하여 관리 임명권을 황제의 손으로 돌려받을 수 있는 이점도 노렸다.
이렇게 문제에 의해 정비된 여러 제도는 거의 대부분이 후에 당나라가 물려받아, 당나라 300년 역사를 지탱하는 기초가 되었다. 이러한 문제의 치세를 당시 연호에 의거해 개황의 치(開皇之治)라고 불렀다.

### 양제의 치세
문제의 황후였던 독고황후는 매우 강한 성격의 여성인데, 문제에게 "자신 이외 여성에게서 아이를 낳을 수 없다"라는 서약을 맺게 하였다. 이게 당시 황제로서는 매우 이례적인 일이었다. 게다가 독고황후는 문제 주위를 엄격하게 감시하며, 문제가 가까이한 여성을 경계하였다.
문제와 독고황후 사이 태어난 맏아들 양용이 황태자가 되었지만, 양용은 사치와 놀이, 여색을 즐긴 탓에 검소한 문제와 정조를 중시한 황후 모두에게 미움을 사 폐위당했다. 그 대신 부모 비위를 맞춘 차남 진왕 양광이 황태자에 올랐다.
604년 문제가 병으로 사망하고서 뒤이어 황제에 오른 차남 양광이 바로 양제다. 양제는 즉위 후 즉시 동생들을 계략으로 살해하여 라이벌을 제거했다. 이 때문에 문제의 죽음에 대해서도 양제의 모략이 있지 않을까 하는 추측이 생겨났다.
양제는 검소함을 즐기던 문제와는 대조적으로 사치를 좋아하여 아버지가 기피하던 대규모 토목 사업을 대대적으로 추진하고 진행하여 완성했다. 주요 업적으로는 수도 대흥성 건설과 대운하를 대폭으로 연장하여 하북에서 강남까지 서로 연결한 것이다. 장강 이남에서 재배한 쌀을 북부의 번성하는 도실들로 실어나르기 위해서였다. 거기에 문제가 중단한 고구려 원정을 3번에 걸쳐 실시했으나 모두 실패로 끝났다.
여러차례 진행된 대규모 토목공사와 군사행동은 백성들에게 엄청난 부담을 안겨주었고 이를 견디다 못한 백성들은 제2차 고구려 원정에 돌아오던 도중 일어난 양현감의 반란을 기점으로 전국적으로 반란이 확대되었다. 양제 자신은 순행 도중에 강도(江都)에 머물면서 반란 진압 지휘를 맡았으나 이미 걷잡을 수 없는 상태에 빠졌었다.

### 멸망

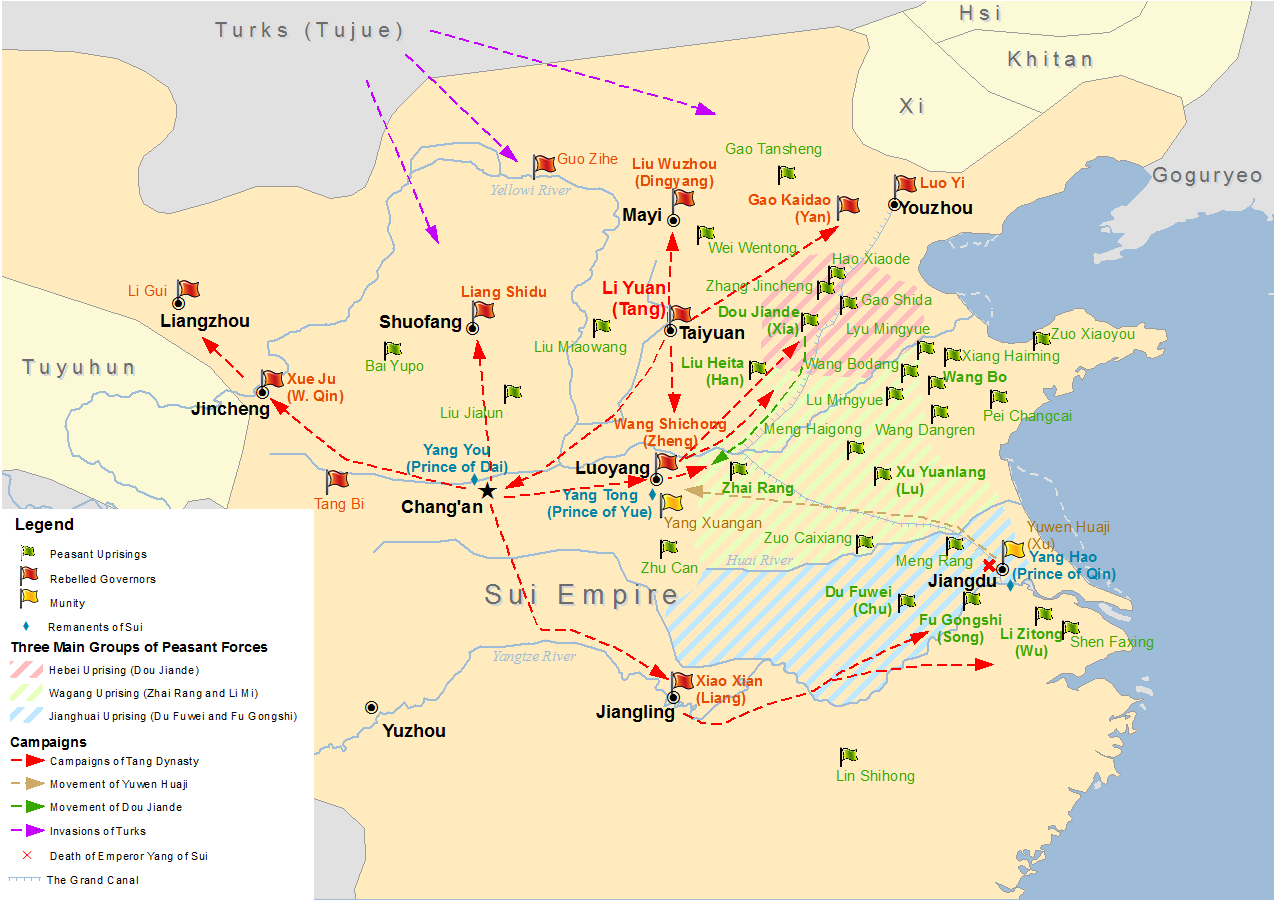
수나라 말기 군웅 할거

반란이 확대되면서 패권을 잡으려는 군웅들이 서서히 나타나기 시작했다.
양현감의 참모를 맡았던 이밀은 북주의 8주국(八柱國) 이필(李弼)의 손자로써 관롱귀족집단중에서도 상위에 있던 인물이었다. 양현감의 전사후 낙구창(洛口倉)이란 수나라의 거대 식량저장기지를 손안에 넣는 데 성공하여 대규모의 백성을 모았다.
이밀과 격렬하게 항쟁한 사람은 서역 출신의 수나라 장군 왕세충이었다. 고구려 원정군에서 탈주하여 같은 탈주병들을 모아서 하북에서 세력을 키운 인물은 두건덕이 있다. 그리고 수나라의 태원태수로 있던 당국공 이연은 대흥성을 공격해 함락시키고 양제의 손자인 대왕 양유를 옹립했다.
잇단 보고에도 불구하고 양제는 술에 취해 듣지 않다가 618년에 불만을 품은 근위군들에게 살해당했다. 근위군들은 우문화급의 주도하에 진왕 양호를 옹립하고 북쪽으로 귀환하는 것을 희망했으나 도중에 두건덕의 군대를 만나 패망당했다. 
양제의 죽음을 들은 이연은 양유로부터 선양을 받아 당나라를 건국한다. 같은 시기 낙양에 있던 월왕 양동은 양제가 죽었다는 소식을 듣고 618년 왕세충에 의해 황제가 되었으나 619년 왕세충에게 찬탈당했다. 이로써 수나라는 3대 39년 만에 멸망하고 만다.
양제의 시호인 양(煬)은 하늘을 거역하고 백성을 학대한다는 의미를 가졌다.

## 수나라 멸망 연도에 대해서
이 기사에 따르면 수나라 멸망 연도는 619년이라 할 수 있으나 문헌에 따르면 수나라 멸망은 618년으로 되어 있다. 이것은 수나라 멸망 시점을 어느 시기로 보는냐에 따라 다르다. 당나라가 편찬한 정사인 《수서》 등에서는 당나라가 수나라로부터 선양을 받은 시점인 2번째 설을 취했으나 여기서는 3번째 설을 취했다.
- 양제의 사망 - 618년 4월 11일
- 공제 양유가 이연에게 선양 - 618년 6월 12일
- 공제 양동이 왕세충에게 선양 - 619년 5월 23일

## 문화
위진남북조를 통일한 왕조였으며, 남방의 한족계 왕조(남조)와 북방의 유목민족계 왕조(북조)들의 문화가 서로 합쳐졌다(호한융합). 그리고 수의 문화는 당나라 때에도 계승된다.
수나라 시기의 대표적인 건축물로는 태극궁이 있다.

## 역대 황제
| 대수   | 묘호        | 시호                | 성명       | 연호                                              | 재위기간      | 능호           |
| ------ | ----------- | ------------------- | ---------- | ------------------------------------------------- | ------------- | -------------- |
| 추존   | -           | 강왕 (康王)         | 양렬(楊烈) | -                                                 | -             | -              |
| 추존   | -           | 헌왕 (獻王)         | 양정(楊禎) | -                                                 | -             | -              |
| 추존   | 태조 (太祖) | 무원황제 (武元皇帝) | 양충(楊忠) | -                                                 | -             | -              |
| 1      | 고조 (高祖) | 문황제 (文皇帝)     | 양견(楊堅) | 개황(開皇) 581년 ~ 600년 인수(仁壽) 601년 ~ 604년 | 581년 ~ 604년 | 태릉(太陵)     |
| 2      | 세조 (世祖) | 양황제 (煬皇帝)     | 양광(楊廣) | 대업(大業) 605년 ~ 618년                          | 604년 ~ 618년 | 양제묘(煬帝墓) |
| 추존   | 세종 (世宗) | 효성황제 (孝成皇帝) | 양소(楊昭) | -                                                 | -             | -              |
| 3      | -           | 공황제 (恭皇帝)     | 양유(楊侑) | 의녕(義寧) 617년 ~ 618년                          | 617년 ~ 618년 | 장릉(莊陵)     |
| 비정통 | -           | 상황제 (殤皇帝)     | 양호(楊浩) | -                                                 | 618년         | -              |
| 4      | -           | 공황제 (恭皇帝)     | 양동(楊侗) | 황태(皇泰) 618년 ~ 619년                          | 618년 ~ 619년 | -              |

## 같이 보기
- 중국의 역사